# Limay (Franciaország)
Limay egy település Franciaországban, Yvelines megyében. Lakosainak száma 17 584 fő (2022. január 1.). Limay Follainville-Dennemont, Fontenay-Saint-Père, Guerville, Guitrancourt, Mantes-la-Jolie, Mantes-la-Ville és Porcheville községekkel határos.

## Népesség
A település népességének változása:
| Lakosok száma | 16 040 | 16 144 | 16 356 | 16 682 | 16 820 | 17 147 | 17 136 | 17 112 | 17 626 | 17 584 |
|               | 2013   | 2014   | 2015   | 2016   | 2017   | 2018   | 2019   | 2020   | 2021   | 2022   |